# John Arnold
John Stanley Kenneth Arnold (ur. 12 czerwca 1953 w Sheffield) – brytyjski duchowny rzymskokatolicki, biskup Salford od 2014.

## Życiorys
Święcenia kapłańskie przyjął 16 lipca 1983 w archidiecezji westminsterskiej. Udzielił ich mu ówczesny arcybiskup metropolita Westminsteru, kardynał Basil Hume OSB. Po święceniach i studiach w Rzymie został kapelanem jednego z westminsterskich szpitali, pracując jednocześnie przy kościele katedralnym. W 1989 został wiceadministratorem katedry, zaś cztery lata później objął urząd proboszcza w Enfield. Od 2001 kanclerz kurii oraz wikariusz generalny archidiecezji.
6 grudnia 2005 papież Benedykt XVI mianował go biskupem pomocniczym jego macierzystej archidiecezji, ze stolicą tytularną Lindisfarna. Sakry udzielił mu 2 lutego 2006 kardynał Cormac Murphy-O’Connor.
30 września 2014 papież Franciszek mianował go biskupem diecezji Salford. Ingres odbył się 8 grudnia 2014.